# シュトーラ (兵器)
シュトーラ（ロシア語：Штора、カーテンの意）とは、戦車に搭載するための電子光学式アクティブ防護システムである。この装置は、飛来する対戦車ミサイルのレーザーが行う目標の照準と測距を混乱させるよう設計されている。システムはロシア製のT-80やT-90系列の戦車、またセルビアのM-84ASに搭載された。シュトーラの存在はアドルフ・トルカチェフによって1980年に明らかにされた。
シュトーラ-1は電子光学式の妨害装置で、これは半自動指令照準線一致誘導方式（SACLOS）を用いる対戦車ミサイルの測距と目標照準を混乱させる。シュトーラ-1はソフトキルシステム、もしくは受動式の妨害システムである。このシステムはロシア製の主力戦車に搭載され、1995年にアブダビで開かれた国際防衛展覧会の期間中に展示された。既に知られているシステム最初の運用はロシアのT-90主力戦車であり、この戦車は1993年にロシア陸軍に就役した。この装置はBMP-3M歩兵戦闘車でも利用可能である。

## 装置
シュトーラ-1には鍵となる装置類が4つ存在する。
2基の電子光学/赤外線（IR）ダズラーによる妨害ステーションを主砲の左右に各1基ずつ搭載している。これは赤外線ジャマー、モジュレーター、コントロールパネルを内蔵している。
- 前方へ発射する擲弾発射機やディスチャージャーの列が砲塔両側面に装備され、これらは赤外線を通さない粒子状物質で煙幕を張るグレネードを撃ち出せる。
- 精密、または低精度レーザー警戒装置。
- コントロールパネル、マイクロプロセッサと手動式の煙幕展開パネルによって構成される操作システム。これらはセンサからの情報を処理し、エアロゾル煙幕展開システムを起動させる。
- 主砲の両側面に設けられた2基の赤外線ライト。飛来する対戦車ミサイルを検知した時には、ジャミングとしてコード化された赤外線パルスを発振する。

シュトーラ-1は水平に360度の周囲視界を、また-5度から+25度の上下視界を持つ。この装置は12基のエアロゾル煙幕発射機を含み、重量は400kgである。煙幕を作り出すエアロゾルは形成に3秒もかからず、また20秒ほどで展開終了する。煙幕展開の距離は50から70mほどである。
防御力のアップデート情報によれば、シュトーラシステムは3.5度から5度のエリアの索敵も可能である。この範囲ではレーザーが発振され、自動的に対象へと主砲を指向させる。これにより戦車の搭乗員は応戦が可能になり、またより強固な砲塔前面装甲が標的と対向する。

## 運用モード
シュトーラ-1は完全自動、または半自動モードで操作でき、対戦車ミサイルの攻撃に対して6時間作動を継続できる。

## 諸元
スティーブン・ザロガの著書、また『Tankomaster』による。
- レーザー発振センサー：
  - TShU-1-11精密センサー2基、及びTShU-1低精度センサー2基
  - 周囲視界（各装置）：上下-5度、+25度。方位角90度
  - 周囲視界（装置全体）：方位角360度
- EO 妨害発振装置：
  - OTShU-1-7、2基
  - 使用バンド：0.7から2.7μm
  - 防護域：上方4度、方位角20度
  - エネルギー消費：1kW
  - 光強度:20mcd
- 対FLIR煙幕発射機:
  - 81mm 3D17、12基
  - 隠蔽バンド：0.4から14μm
  - 煙幕展開秒時：3秒
  - 煙幕持続秒時：20秒